# Santa Fe (Nueva Vizcaya)
Pour les articles homonymes, voir Santa Fe.
Santa Fe est une ville des Philippines qui comptait 12 949 habitants lors du recensement de 2000.